# Soleils et cendre
Soleils et Cendre  (ISSN 0298-9778) est une revue d'écriture créée en 1986 par un groupe de poètes, animateurs d'ateliers d'écriture (Yves Béal, Marie-Pierre Canard, Lucien Charrat-Boutique, Olga France, Claude Niarfeix et Henri Tramoy).
Au fil de son existence, le comité de rédaction s'est augmenté de la participation des poètes Jean-Guy Angles, Chantal Bélézy, Isabelle Ducastaing, Pascal Paquin, Marc Rousselet, Serge Tadier et Sylviane Werner. En 2021, sept de ces auteurs sont encore membres du groupe.
Soleils et Cendre est née des pratiques d'écriture du GFEN (Groupe français d'éducation nouvelle).

## Historique
C'est à l'automne 1985 que le groupe se réunit pour la première fois. À cette date, la plupart des participants animent depuis cinq ou six ans déjà des ateliers d'écriture dans le cadre du GFEN. Ils sont persuadés de la fécondité de ces ateliers, mais restent insatisfaits sur un point : les textes produits ne trouvent pas de lecteurs en dehors de l'atelier. Ainsi, la dernière phase de l'activité de production (selon Didier Anzieu), qui est la phase de socialisation, ne voit pas le jour. La création d'une revue aura pour objet de répondre à ce manque.
Le premier numéro de la revue parait, en juin 1986, sous le titre À demain, peut-être et pose quelques principes fondamentaux qui peuvent être résumés dans cette adresse au lecteur, extraite du texte collectif d'ouverture : « Notre propos est ici la mise à nu de l'écriture que nous donnons à voir à l'autre, l'amont et l'aval, rencontre de celui qui écrit avec son semblable, c'est-à-dire TOI (qui écris et écriras) ». En livrant leurs clés, c'est-à-dire ce qui, de l'acte d'écrire, est partageable, les auteurs entendent provoquer leurs lecteurs à l'écriture. Le groupe semble avoir plus ou moins tenu ce pari, comme en témoigne la lecture du centième numéro, ['crire, paru vingt-cinq ans plus tard, en décembre 2011.
Dès ses débuts, le groupe va expérimenter un premier dispositif de production littéraire, l'« atelier tournant », ainsi défini par ses promoteurs : « Le principe de l'atelier tournant repose sur l'idée qu'un texte, quel qu'il soit, peut toujours devenir prétexte à réécriture, pillage, transformation, détournement, retournement, contrepoint… » 
La seconde innovation, qui perdure encore en 2014 dans la pratique du groupe et constitue son originalité, est la pratique du « texte collectif », présente dans la plupart des numéros parus.
En 1987, le groupe tient son premier séminaire qui, dès l'année suivante, sera ouvert aux lecteurs de la revue. C'est de celui de Collioure, en décembre 1991, que date l'un de ses textes de référence, Le texte est un millefeuille. Il deviendra, en 1998, le titre et l'accroche d'une des collections de la maison d'édition Les Solicendristes, créée deux ans plus tôt.
De nouveaux défis vont conduire le groupe à provoquer à l'écriture, dans des lieux improbables, promeneurs ou estivants ordinaires qui n'avaient pas imaginé y être invités : ateliers impromptus sur le port de Collioure le jour de Noël 1989, ou encore sur la place de la mairie de Vallon-Pont-d'Arc le 14 juillet 1990.
Le numéro 15 de Soleils &cendre, en juin 1992, met en débat la conception de l'écriture choisie par le groupe, à partir de la « proclamation violente » de Lautréamont : « La poésie doit être faite par tous. Non par un. » De nombreux contributeurs y porteront accords et désaccords.
En 1996 et 1997, le séminaire d'été réunit ses participants dans les lieux du Festival off d'Avignon, prétexte à une nouvelle forme d'écriture (« acritique, équivalence textuelle »), posée « contre l'art des critiques ». Le groupe diffusera à cette occasion un quotidien du soir, « Avis d'Off » qui, à travers des textes atypiques, dits de « re-création », entend rendre compte des spectacles vus. Pendant plusieurs années, une rubrique de la revue continuera à se faire porteuse de ce type de textes.
En 1998, la revue annonce un changement dans ses parutions. Depuis trois ans déjà, un numéro double annuel était consacré à un auteur et un plasticien. Désormais, se succéderont en alternance un numéro à thème et, nouveauté, un numéro consacré à une forme poétique, « dans une perspective de dépassement ».
En 2001, le groupe publie un livre collectif, À grands traits, la nuit, à partir de l'œuvre du peintre allemand Winfried Veit. C'est un long poème sur le thème de la déportation. En 2008, il fait paraitre, après Le texte est un millefeuille, son second titre-manifeste : Écrire est autre chose que du verbe qui se transcrit.
Trois séminaires permettront encore au groupe de faire le point avec ses lecteurs. En 2007, Où en sommes-nous de l'écriture ? ; en 2011, ['crire ; puis en 2018, Textes et toiles, fils de soi.
En 2014, lors du Festival Voix Vives de Méditerranée en Méditerranée à Sète, le groupe Soleils & cendre lance un nouveau défi au public. Il anime pendant une semaine une performance collective d'écriture : 186 personnes y participent à la réalisation d'un poème de 33 mètres de longueur.
Depuis la mise en place des mesures sanitaires contre la pandémie de Covid-19 en mars 2020, le comité de rédaction ne se réunit plus que par visio-conférence ce qui a eu pour effet de réduire la périodicité de la publication.
La revue en est à son cent trente-sixième numéro (avril 2021).